# Pseudocrangonyx febras
Pseudocrangonyx febras is een vlokreeftensoort uit de familie van de Pseudocrangonyctidae. De wetenschappelijke naam van de soort is voor het eerst geldig gepubliceerd in 2009 door Sidorov.